# Concerto pour hautbois de Mozart
Pour les articles homonymes, voir Concerto pour hautbois (homonymie).
Le Concerto pour hautbois en do majeur, KV. 314/271k est un concerto symphonique pour un soliste composé par Wolfgang Amadeus Mozart en 1777. Il est dédié au hautboïste Giuseppe Ferlendis (1755–1802) de Bergame, alors membre, tout comme Mozart, de la Chapelle Royale de Salzbourg. Ce concerto est le seul que ce dernier écrivit pour cet instrument. Il est composé des trois mouvements classiques du concerto : (rapide-lent-rapide) avec respectivement un allegro aperto, un andante et un rondo. Il est considéré comme l'œuvre symphonique classique de référence pour le hautbois.

## Histoire
Le Concerto fut représenté pour la première fois en public à Salzbourg, en septembre 1777, avec l'orchestre de la chapelle de cour du prince-archevêque de Salzbourg et Giuseppe Ferlendis jouant la partie soliste.
Le Concerto pour flûte no 2, en ré majeur, KV. 314/285d est l'adaptation de ce concerto original pour hautbois. Le flûtiste allemand Ferdinand DeJean (1731-1797) ayant fait commande auprès de Mozart de sept œuvres avec flûtes. Ayant peur de ne pas pouvoir répondre à cette demande dans les temps demandés, Mozart adapta rigoureusement l'œuvre sans changement marquant.
Le thème du troisième mouvement fut repris dans l'air de Blonde Welche Wohne, welche Lust dans son opéra L'Enlèvement au sérail.
Lors de son séjour à Mannheim, Mozart est devenu ami de Friedrich Ramm, hautboïste de l'Orchestre de la Cour. Dans une lettre du 4 décembre 1777 à son père, Mozart relate sa rencontre avec un hautboïste « qui joue fort bien et a un son très pur. Je lui ai offert le concerto pour hautbois ». Dans une nouvelle lettre du 14 février 1778, Mozart écrit : « Ramm a joué pour la cinquième fois mon concerto pour hautbois de Ferlandis, qui fait ici beaucoup de bruit ».
On possède une esquisse autographe des neuf premières mesures. L'autographe complet semble perdu. En 1920, Bernhard Paumgartner a retrouvé une copie du XVIIIe siècle des différentes parties dans les archives de l'Internationale Stiftung Mozarteum.

## Orchestration
| Instrumentation du concerto pour hautbois en do majeur               |
| Soliste                                                              |
| 1 hautbois                                                           |
| Cordes                                                               |
| premiers violons, seconds violons, altos, violoncelles, contrebasses |
| Bois                                                                 |
| 2 hautbois                                                           |
| Cuivres                                                              |
| 2 cors en do (en fa dans le second mouvement)                        |

## Structure
Ce concerto comporte trois mouvements qui suivent la forme traditionnelle classique.
1. Allegro aperto, à , en do majeur, cadence à la mesure 178, 188 mesures - partition
2. Adagio non troppo, à 
, en fa majeur, cadence à la mesure 85, 90 mesures - partition
3. Rondo : Allegretto, à 
, en do majeur, 285 mesures - partition

Durée de l'interprétation : environ 20 minutes
Thème introductif de l'Allegro aperto :
La lecture audio n'est pas prise en charge dans votre navigateur. Vous pouvez télécharger le fichier audio.
Thème introductif de l'Adagio non troppo :
La lecture audio n'est pas prise en charge dans votre navigateur. Vous pouvez télécharger le fichier audio.
Thème introductif du Rondo : Allegretto :
La lecture audio n'est pas prise en charge dans votre navigateur. Vous pouvez télécharger le fichier audio.